# Dulcício (duque)
Dulcício (em latim: Dulcitius) foi oficial romano do século IV, ativo durante o reinado do imperador Teodósio (r. 378–395). Foi enviado para a Britânia sob pedido de Teodósio em 368/369, após uma invasão bárbara ser derrotada. Dulcício tornar-se-ia duque da Britânia e seria encarregado pelo imperador da missão de executar Valentino e seus conspiradores.